# Ciria (canale)
La Ciria è un canale artificiale della provincia di Cremona.
Ha origine dall'unione di due canali (Ciria vecchia e Ciria nuova) in prossimità dell'abitato di Olmeneta. Entrambi i rami hanno origine dal Naviglio Grande Pallavicino. Considerando come ramo principale la Ciria Vecchia, la lunghezza complessiva dell'alveo (che percorre il territorio provinciale da ovest verso est, confluendo in un altro canale nel territorio comunale di Torre de' Picenardi) è di poco meno di 32 km.

## La Ciria Vecchia
Le origini della Ciria Vecchia, uno dei canali più antichi della Provincia di Cremona, risalgono al XV secolo. Il cavo, all'epoca una roggia di modeste dimensioni, traeva alimentazione da alcune risorgive (oggi totalmente scomparse) collocate nei pressi della Cascina Graffignana, nel territorio comunale di Casalbuttano ed Uniti, e dai coli provenienti dai campi circostanti. Un più ampio canale venne fatto scavare nel XVI secolo dal nobile Carlo Ciria, proprietario di ampi appezzamenti di terreno nella zona. Il 28 maggio 1632 il marchese Giorgio Pallavicino, discendente di Galeazzo che realizzò l'omonimo Naviglio, acquistò la Ciria e iniziò i lavori di collegamento tra quest'ultima e il Naviglio Grande Pallavicino. Il 3 luglio 1667 i lavori risultarono ultimati e da allora la Ciria Vecchia rappresenta la naturale prosecuzione del Naviglio, ove esso termina il suo corso, all'altezza dell'attuale ponte lungo la strada provinciale 86.. Nel medesimo punto origina anche la Canobbia Vecchia, un canale scavato nel 1588 che confluisce nella Ciria Nuova.
La Ciria Vecchia raggiunge Olmeneta dopo meno di 3 chilometri di corso. Questo tratto è caratterizzato da un alveo di piccole dimensioni, in quanto la maggior parte della portata in uscita dal Naviglio si riversa nella Canobbia Vecchia anziché nella Ciria. Immediatamente dopo aver sottopassato la linea ferroviaria Cremona-Brescia si unisce alla ben più ampia Ciria Nuova, proseguendo in direzione est con un alveo notevolmente più largo.
In località Brazzuoli, nel comune di Pozzaglio ed Uniti, la Ciria attraversa un importante nodo idraulico. Qui, in corrispondenza del ponte lungo la ex Strada statale 45 bis Gardesana Occidentale, si trova lo spartiacque tra il bacino del Po e quello dell'Oglio. Verso sud si stacca il Cavo Robecco, che costeggia la ex strada statale raggiungendo Cremona ove entra a far parte del suo sistema di canali sotterranei, mentre verso nord-est si dipartono, paralleli, il Dugale Grumone e lo Scaricatore Grumone. Quest'ultimo svolge la funzione di scolmatore tramite un sistema automatico di regolazione scaricando gli eventuali eccessi di portata della Ciria nell'Oglio.
Dal nodo di Brazzuoli il corso della Ciria si sviluppa nei territori comunali di Corte de' Frati, Grontardo, Pescarolo ed Uniti, Vescovato, Cicognolo, Cappella de' Picenardi e Torre de' Picenardi, ove termina confluendo nel Cavo Bolla, un canale di bonifica realizzato nel XVIII secolo.

## La Ciria Nuova

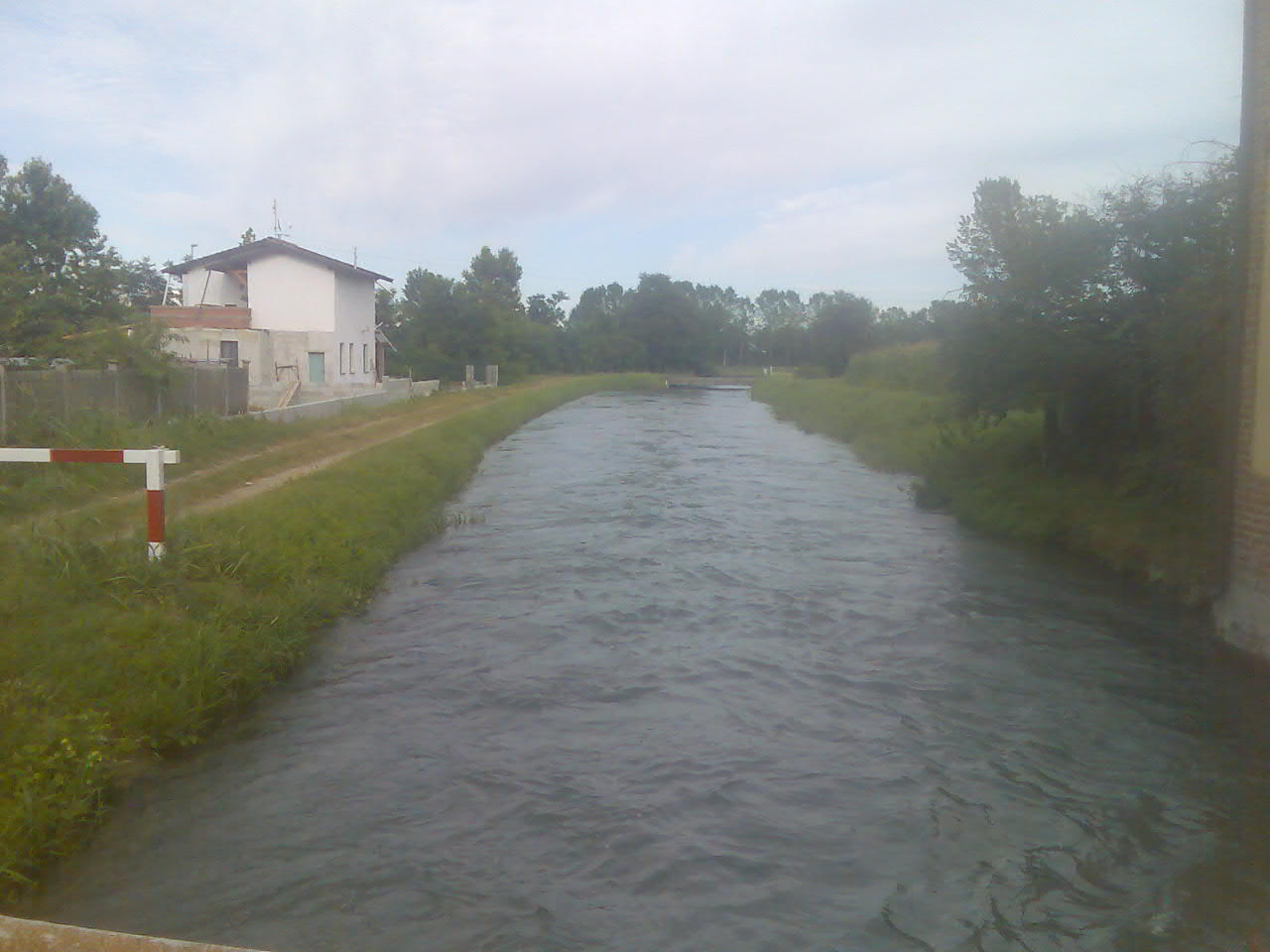
La Ciria Nuova a Mirabello Ciria

La Ciria Nuova è il più recente dei due rami che alimentano il sistema irriguo imperniato nella Ciria. Venne scavato ex novo nel XVIII secolo allo scopo di accrescere la portata della Ciria Vecchia.
Deriva direttamente dal Naviglio Grande Pallavicino, dal quale si stacca sul lato sinistro in prossimità del cimitero di Mirabello Ciria (frazione di Casalmorano). Scavalca il Naviglio Civico per mezzo di una robusta navazza e si dirige, compiendo numerose curve, verso sud-est, attraversando i comuni di Casalbuttano ed Uniti, Corte de' Cortesi con Cignone e Olmeneta. Nella campagna a nord di quest'ultimo centro abitato, vi si distacca verso est la Canobbia Nuova, un canale ad uso irriguo che dispensa le utenze della zona, e vi confluisce subito dopo la Canobbia Vecchia, che assieme alla Ciria Vecchia costituisce la prosecuzione del Naviglio.
Presso la ferrovia Cremona-Brescia, confluisce nella Ciria Vecchia originando la Ciria propriamente detta.

## Utilizzo delle acque
La Ciria Vecchia e la Ciria Nuova furono realizzate con l'unico scopo di alimentare la rete irrigua del settore nord-orientale della Provincia di Cremona, funzione che assolvono in pieno anche oggi.
La rete composta dal Naviglio Pallavicino, dai due rami della Ciria, dal canale Canobbia e da gran parte delle loro diramazioni e derivazioni è gestita dal Consorzio per l'incremento dell'irrigazione nel territorio cremonese (più brevemente noto come Consorzio Irrigazioni Cremonesi), sorto il 26 marzo 1883 e i cui soci fondatori erano 59 comuni cremonesi, parte dei quali vennero successivamente soppressi. Il consorzio gestisce e mantiene la rete di canali e rogge precedentemente compresa nel Condominio Pallavicino, un istituto di proprietà dell'omonima e nobile famiglia cremonese fondato nel XVI secolo dal marchese Galeazzo I Pallavicino.
Nel 1923 fu realizzata, sulla Ciria Nuova, la centrale idroelettrica di Campagnola (frazione di Corte de' Cortesi con Cignone), la quale sfruttava una caduta d'acqua di alcuni metri per azionare la sua turbina. Questo modesto impianto era in grado di fornire una potenza di 93 kW. Dopo circa vent'anni di attività, la centrale fu dichiarata poco redditizia e quindi dismessa.